# أتاك أف ذا زولغير
أتاك أف ذا زولغير (بالإنجليزية: Attack of the Zolgear)، هي لعبة فيديو يابانية من نوع شوتم أب، وهي من تطوير ونشر شركة نامكو، عرضت اللعبة على صالات الآركيد سنة 1994، ويعمل حصرياً لمنصة آركيد.